# Czechoslovak Group
CZECHOSLOVAK GROUP a.s. (CSG) es un grupo industrial y tecnológico con operaciones en todo el mundo. Tiene su sede en Praga, República Checa, y sus empresas claves en la República Checa, Eslovaquia, Italia, EE. UU., Reino Unido, España, India o Serbia.
Los principales pilares de las actividades empresariales de CSG los forman las industrias de defensa y seguridad, la automovilística, aérea y ferroviaria. Su portafolio de productos es amplio, desde coches pesados todoterreno, la técnica especial para militares y cuerpos de rescate, la técnica militar, munición, radares o sistemas de control del tráfico aéreo hasta frenos ferroviarios y relojes de pulsera de lujo.
CSG tiene más de 100 filiales y emplea a más de 10 mil personas.
En 2023 las ganancias del grupo alcanzaron 1,73 mil millones de euros, representando un incremento interanual de 71%. El indicador EBITDA llegó a 439 millones de euros, creciendo interanualmente más del doble. El beneficio neto de CSG en 2023 fue de 210 millones de euros. Más de la mitad de la producción de CSG (51%) fue destinada a países europeos (excepto Ucrania). Dos tercios de las ganancias de CSG provienen de los países miembros de la OTAN y un tercio del resto del mundo.

## Historia
Czechoslovak Group surgió gradualmente de la empresa EXCALIBUR ARMY fundada en 1995. En 2014 se creó una estructura de holding que inicialmente se llamaba EXCALIBUR GROUP. En 2016 el grupo cambió su nombre a CZECHOSLOVAK GROUP y desde entonces se expande significativamente. En 2018 Michal Strnad, el hijo del fundador del grupo, se convirtió en el propietario del grupo.
El grupo CSG incluye empresas con tradiciones centenarias. La marca más famosa perteneciente al grupo situada en el país de su sede es Tatra, fabricante de chasis de ruedas pesados, que lleva produciendo medios de transporte desde 1850 y que es el tercer fabricante de automóviles más antiguo del mundo que sigue en operación. Entre las empresas tradicionales de CSG está el fabricante de munición de pequeño calibre con importancia a nivel mundial Fiocchi, fundado por Giulio Fiocchi en 1876. Pertenece al grupo también la Fábrica de Municiones de Granada (FMG), situada en España, cuya historia se data hasta los finales del siglo XIV. 

## Innovación
El grupo realiza investigación y desarrollo de muchas innovaciones. Desarrolla por ejemplo vehículos comerciales pesados Tatra con propulsión ecológica de hidrógenoo con conducción autonómica.
El grupo participa también en el desarrollo y producción del prototipo de un mecanismo que obtiene agua potable del aire en zonas desérticas. Asimismo desarrolla sistemas de gestión y control del tráfico aéreo que incluyen elementos de inteligencia artificial y aprendizaje automático, trabajando también en el desarrollo de un sistema de control del tráfico aéreo de drones robóticos.
Suministra a unidades de élite de la policía, incluidas las fuerzas de seguridad de EE. UU., y del ejército radares que muestran seres vivos detrás de obstáculos sólidos, ayudándoles así a cumplir sus misiones de manera segura. Desarrolla también otros radares de nueva generación. Además, el grupo produce obuses autopropulsados que cuentan con un alto grado de automatización y electrónica moderna. Su división de municiones produce proyectiles ecológicos para cazadores que no contienen plomo y cuyos componentes se descomponen rápidamente en la naturaleza.

## Las actividades empresariales del grupo
Divisiones y empresas del grupo CSG (según la situación actual en diciembre de 2023):
CSG Defence
- EXCALIBUR ARMY spol. s.r.o
- Fábrica de Mniciones de Granada SL.
- MSM GROUP, s.r.o.
- MSM LAND SYSTEMS s.r.o.
- TATRA DEFENCE SLOVAKIA s.r.o.
- TATRA DEFENCE VEHICLE a.s.
- VOP Nováky, a.s.
- VÝVOJ Martin, a.s.
- ZVS holding, a.s.
- 14.OKTOBAR d.o.o. Kruševac

CSG Ammo+
- Baschieri & Pellagri S.p.A.
- Fiocchi Munizioni S.p.A.
- Fiocchi of America Inc.
- Lyalvale Express Limited

CSG Mobility
- DAKO-CZ, a.s
- DAKO-CZ INDIA Pvt. Ltd.
- DAKO-CZ MACHINERY, a.s.
- DAKO-CZ SERVICE, s.r.o.
- DAKO-CZ TRANSELCO, s.r.o.
- JWL DAKO-CZ (INDIA) Ltd.
- MEDHA DAKO-CZ Pvt. Ltd.
- TATRA TRUCKS a.s. – la empresa está conectada con el holding por su propietario mayoritario
- TATRA METALURGIE a.s.

CSG Aerospace
- ATRAK a.s.
- CS SOFT a.s.
- ELDIS Pardubice, s.r.o.
- JOB AIR Technic a.s.
- Pocket Virtuality a. s.
- RETIA, a.s.
- UpVision s.r.o.

CSG Business Projects
- ARMI PERAZZI S.P.A.
- CSG USA Inc.
- ELTON hodinářská, a.s. - hodinky PRIM
- EXCALIBUR INTERNATIONAL a.s.
- KARBOX s.r.o.
- PFC Prague Fertility Centre
- TRUCK SERVICE GROUP s.r.o.

## ESG
CSG pretende seguir desarrollando las empresas que pertenecen al holding. CSG opera en conformidad con las reglas éticas establecidas en el   vinculante para todos los miembros de los órganos de dirección de sus empresas, tanto como para los gerentes y los empleados. Actividades en el ámbito de la responsabilidad social forman parte integral del funcionamiento de CSG.
Dentro de las divisiones Defence y Aerospace estas actividades comprenden, por ejemplo, la transición hacia tecnologías avanzadas que reducen el impacto de la producción y de los productos finales en el medio ambiente, así como la transición hacia el fortalecimiento de los estándares de seguridad. La división CSG Ammo+ se enfoca en la implementación de materiales más ecológicos, incluyendo aquellos completamente biodegradables, y en la minimización de residuos. La división CSG Mobility apuesta por el desarrollo de métodos de transporte de baja emisión basados en electromovilidad y propulsión de hidrógeno. Las empresas fabricantes de CSG sostienen la prolongación de los ciclos de vida de sus productos mediante una amplia gama de servicios de mantenimiento, incluida la producción a largo plazo de piezas de repuesto. Todas las empresas del grupo han implementado o están implementando medidas para fortalecer su autosuficiencia energética mediante la instalación de fuentes propias de energía fotovoltaica, bombas de calor y sistemas de cogeneración impulsados por energía solar. Todo bajo el principio de "no causar daño" (Do no significant harm).
Desde 2023 todas las empresas deben cumplir con nuevas reglas que requieren su participación en actividades de beneficio comunitario en las áreas donde operan, principalmente apoyando iniciativas cívicas y sin ánimo de lucro, proyectos culturales, sociales, educativos o deportivos.